# Sarcotheca monophylla
 (mars 2023).
Si vous disposez d'ouvrages ou d'articles de référence ou si vous connaissez des sites web de qualité traitant du thème abordé ici, merci de compléter l'article en donnant les références utiles à sa vérifiabilité et en les liant à la section « Notes et références ».
Espèce
Classification phylogénétique
Statut de conservation UICN

 NT  : Quasi menacé
Sarcotheca monophylla est une espèce de plantes à fleurs du genre Sarcotheca et de la famille des Oxalidaceae.